# ヨープレイ
ヨープレイ (フランス語: Yoplait)は、乳製品を製造・販売するフランスの企業、またヨーグルトのブランド名である。ヨーグルトの販売では世界シェア2位。日本においてはヨープレイトというブランド名でも販売されていた。

## 概要
1964年、フランスの6つの地方酪農組合が全国販路開拓のため合弁しソディマ（Sodima）を結成、翌1965年にブランド名を「Yoplait」に統合。1971年、北米に進出、1977年にはアメリカ合衆国の食品大手ゼネラル・ミルズ）と提携、翌1978年には南米に進出した。ヨーロッパ各地で販路を広げつつ1981年には日本とアフリカ、翌年にはオーストラリアとニュージーランド、翌1983年には韓国、1997年には中東にも進出。1990年、農業協同組合ソディアル（fr:Sodiaal）が結成されその一部門となり、2002年には仏投資会社PAIパートナーズ（en:PAI Partners）がヨープレイ事業に出資し共同経営となる。
2010年、カナダのヨーグルト会社リベルテ（en:Liberté Natural Foods）を買収。2011年5月、ゼネラル・ミルズとソディアル、PAIが合意、ゼネラル・ミルズがリベルテを運営するヨープレイ・カナダの株式51%を取得し、ソディアル（49%）との共同経営となる。ヨーグルトメーカーとしては2011年時点で世界2位であった。
2021年11月にゼネラル・ミルズはヨープレイ株式の持ち分をソディアルに売却し、その代わりリベルテを含むヨープレイ・カナダのソディアル持ち分を取得すると発表した。
2025年1月に、ゼネラル・ミルズはリベルテを含むヨープレイ・カナダ事業をすべてソディアルに売却したと発表した。

### 日本
日本では、1979年に全国農業協同組合連合会の飲料販売企業である全国農協直販株式会社がソディマ社とフランチャイジー契約を締結、1981年に「ヨープレイト ヨーグルト」等の商品を販売した。その後2003年より全国農協直販は日本ミルクコミュニティ（現：雪印メグミルク）の設立に参加し、日本ミルクコミュニティの元で販売されていた。しかし2007年3月31日の契約満了をもってソディマと提携を解消した事で、「ヨープレイト」ブランドの製品は販売が終了した。
2009年11月18日、明治乳業（2011年より明治）がヨープレイ社と提携し、2010年春より「meiji Yoplait（メイジ ヨープレイ）」ブランドの製品を発売することが発表された。チューブ入りヨーグルト「グルト！」や、カップ入りフルーツヨーグルト「ぞっこんヨーグルト」などを販売したが、その後提携は終了している。
2020年3月、フジッコ株式会社がライセンスを取得。「ヨープレイト」の名称で"スイーツヨーグルトwithフルーツ「Fruits On」を愛知県・三重県・岐阜県で発売している。同年4月よりCMキャラクターに阿久津ゆりえを起用して販売を行っていたが、2022年6月30日をもって日本での販売を終了した。

## マークの由来
ヨープレイは1968年から6弁の花をデザインしたロゴを使用していた。これは、同ブランドがフランスで6つの協同組合によって設立されたことに由来している。2005年から5弁のデザインに変更された。

## CM
- 全国農協直販で販売が開始された1981年のテレビCMでは、「ありのままに咲く花、ヨープレイト…」という曲が流れていた。CMソングはアルゼンチン人歌手・オスカルが歌っていた。曲名は「異国」（東芝EMIから発売したアルバム「異国」に収録されている。作詞/ミセス・タダ、作曲/オスカル）。ヨープレイトの詞はCMソング用に書き下ろされ、「ヨープレイト」の部分は実際は「異国の旅人」となっている。
- 1983年、C-C-B（当時はCoconutBoys名義）のデビュー曲『Candy』がCM曲に使用された。
- 2020年4月、モデルの阿久津ゆりえが出演。オリジナルソング。